# Nano-ITX
Nano-ITX — форм-фактор материнської плати комп'ютера вперше запропонований VIA Technologies на виставці CeBIT у березні 2003 року і реалізований в кінці 2005 року. Розмір Nano-ITX плат 120 × 120 мм (4,7 × 4,7 дюймів), вони повністю інтегровані, мають дуже низьке енергоспоживання в безлічі застосувань, але орієнтовані на розумні цифрові пристрої розваги, такі як PVR, телевізійні приставки, медіа-центри, автомобільні ПК і тонкі пристрої.

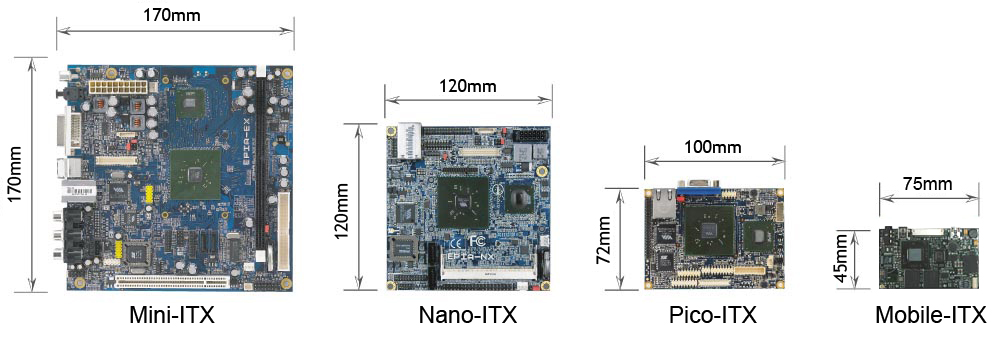
Порівняння форм-факторів ITX

Є чотири варіанта Nano-ITX материнських плат від VIA EPIA N, EPIA NL, EPIA NX, і VIA EPIA NR. Ці плати доступні від різноманітних виробників, які підтримують безліч різних платформ процесора.